# Serie A2 2008-2009 (rugby a 15)
La serie A2 2008-09 fu il secondo campionato intermedio tra la seconda e la terza divisione di rugby a 15 in Italia.
Si tenne dal 5 ottobre 2008 al 3 maggio 2009 tra 12 squadre a girone unico, e la sua vincitrice partecipò alla serie A1 della stagione successiva, oltre a essere ammessa ai play-off promozione in Super 10 della contemporanea edizione di serie A1.
Al torneo parteciparono pure le squadre cadette di Benetton, Calvisano e Viadana che, per regolamento, non potevano concorrere alla promozione né all'accesso ai play-off per il Super 10.
Avendo la Federazione Italiana Rugby deciso di non ammettere più squadre cadette nelle divisioni inferiori, ma di istituire un torneo a parte, il Viadana decise di ritirare la squadra dal campionato dopo solo sette incontri, ragion per cui fu deciso che, in via eccezionale e solo per il campionato in oggetto, a retrocedere in serie B fosse la peggiore squadra non classificata tra le non cadette, che nell'occasione fu il Colleferro.
Vincitore della stagione regolare fu il Noceto, promosso in serie A1 2009-10 e ammesso alle semifinali promozione di serie A1 2008-09 con due turni d'anticipo.
Nei play-off Noceto fu battuto dalla capolista di A1, I Cavalieri di Prato.

## Squadre partecipanti
| Club               | Sponsor                  | Città          | Impianto interno           |
| ------------------ | ------------------------ | -------------- | -------------------------- |
| Badia              |                          | Badia Polesine | Impianto sportivo comunale |
| Benetton Treviso A | Benetton (abbigliamento) | Treviso        | Stadio di Monigo           |
| Benevento          |                          | Benevento      | Stadio Pacevecchia         |
| Brescia            | Banco di Brescia         | Brescia        | Stadio Invernici           |
| Calvisano A        | Cammi (edilizia)         | Calvisano      | Stadio San Michele         |
| Colleferro         |                          | Colleferro     | Stadio Natali              |
| Lyons              |                          | Piacenza       | Stadio Beltrametti         |
| Mirano             |                          | Mirano         | Stadio del Rugby           |
| Noceto             | Vi.Bu. (utensileria)     | Noceto         | Stadio Nando Capra         |
| Pro Recco          |                          | Recco (GE)     | Stadio Androne             |
| San Gregorio       |                          | Nicolosi (CT)  | Stadio Monti Rossi         |
| Viadana A          | MontePaschi Siena        | Viadana        | Stadio Zaffanella          |

## Formula
Il campionato si tenne a girone unico; la prima classificata accedette direttamente alla serie A 2009-10 e concorse ai play-off di promozione in Super 10 2009-10 insieme alle prime tre classificate di serie A1 2008-09.
Stante il ritiro del Viadana A, classificato d'ufficio al dodicesimo e ultimo posto, la F.I.R. decise una sola ulteriore retrocessione, destinata alla peggiore delle squadre non cadette rimanenti (Benetton e Calvisano); per regolamento queste ultime furono escluse dalla promozione e dalla retrocessione nonché dai play-off eventuali.

## Stagione regolare
| 5-10-2008  | 1ª/12ª giornata                 | 11-1-2009 |
| ---------- | ------------------------------- | --------- |
| 5-33       | Benevento - Noceto              | 5-62      |
| 7-14       | Pro Recco - Calvisano           | 26-7      |
| 3-3        | Mirano - Benetton Treviso       | 15-25     |
| 18-13      | Badia - Colleferro              | 23-17     |
| ann.       | Lyons - Viadana                 | n/d       |
| 12-24      | San Gregorio - Brescia          | 0-15      |
|            |                                 |           |
| 26-10-2008 | 4ª/15ª giornata                 | 1-2-2009  |
| ann.       | Colleferro - Viadana            | n/d       |
| 32-8       | Benetton Treviso - San Gregorio | 13-25     |
| 9-18       | Calvisano - Lyons               | 21-16     |
| 38-0       | Noceto - Badia                  | 29-7      |
| 29-9       | Benevento - Mirano              | 12-21     |
| 41-14      | Brescia - Pro Recco             | 28-15     |
|            |                                 |           |
| 22-11-2008 | 7ª/18ª giornata                 | 29-3-2009 |
| 30-3       | Badia - Mirano                  | 0-17      |
| 24-24      | Lyons - Pro Recco               | 3-9       |
| 15-18      | San Gregorio - Benevento        | 19-23     |
| ann.       | Viadana - Noceto                | n/d       |
| 3-25       | Colleferro - Calvisano          | 19-20     |
| 67-10      | Benetton Treviso - Brescia      | 0-13      |
|            |                                 |           |
| 14-12-2008 | 10ª/21ª giornata                | 26-4-2009 |
| 39-0       | Noceto - Calvisano              | 16-14     |
| 5-27       | Benevento - Benetton Treviso    | 23-10     |
| 17-0       | Pro Recco - Colleferro          | 6-11      |
| 23-11      | Badia - San Gregorio            | 26-19     |
| 22-34      | Lyons - Brescia                 | 19-21     |
| n/d        | Mirano - Viadana                | n/d       |

| 12-10-2008 | 2ª/13ª giornata              | 18-1-2009 |
| ---------- | ---------------------------- | --------- |
| ann.       | Viadana - San Gregorio       | n/d       |
| 7-14       | Colleferro - Lyons           | 27-17     |
| 3-3        | Benetton Treviso - Badia     | 5-11      |
| 28-21      | Calvisano - Mirano           | 23-34     |
| 22-33      | Noceto - Pro Recco           | 19-17     |
| 31-8       | Brescia - Benevento          | 18-0      |
|            |                              |           |
| 1-11-2008  | 5ª/16ª giornata              | 22-2-2009 |
| 6-8        | Mirano - Pro Recco           | 10-32     |
| 33-11      | Badia - Benevento            | 12-16     |
| 8-32       | Lyons - Noceto               | 12-56     |
| 36-6       | San Gregorio - Calvisano     | 14-9      |
| ann.       | Viadana - Benetton Treviso   | n/d       |
| 15-16      | Colleferro - Brescia         | 10-45     |
|            |                              |           |
| 30-11-2008 | 8ª/19ª giornata              | 5-4-2009  |
| 15-13      | Calvisano - Benetton Treviso | 3-45      |
| 25-0       | Noceto - Colleferro          | 40-12     |
| 30-15      | Pro Recco - San Gregorio     | 13-20     |
| n/d        | Benevento - Viadana          | n/d       |
| 9-5        | Mirano - Lyons               | 15-23     |
| 17-10      | Brescia - Badia              | 16-24     |
|            |                              |           |
| 21-12-2008 | 11ª/22ª giornata             | 3-5-2009  |
| 40-20      | San Gregorio - Lyons         | 21-47     |
| 10-9       | Colleferro - Mirano          | 15-20     |
| 14-8       | Benetton Treviso - Pro Recco | 19-16     |
| 17-7       | Calvisano - Benevento        | 9-17      |
| 16-13      | Brescia - Noceto             | 12-43     |
| n/d        | Viadana - Badia              | n/d       |

| 19-10-2008 | 3ª/14ª giornata               | 25-1-2009 |
| ---------- | ----------------------------- | --------- |
| 8-32       | Pro Recco - Benevento         | 13-12     |
| 28-50      | Mirano - Noceto               | 8-19      |
| 16-13      | Badia - Calvisano             | 15-21     |
| 12-60      | Lyons - Benetton Treviso      | 22-19     |
| 29-7       | San Gregorio - Colleferro     | 6-6       |
| ann.       | Viadana - Brescia             | n/d       |
|            |                               |           |
| 15-11-2008 | 6ª/17ª giornata               | 8-3-2009  |
| 17-13      | Benevento - Lyons             | 0-33      |
| 29-10      | Brescia - Mirano              | 29-22     |
| 84-3       | Benetton Treviso - Colleferro | 17-12     |
| ann.       | Calvisano - Viadana           | n/d       |
| 15-16      | Pro Recco - Badia             | 15-19     |
| 40-3       | Noceto - San Gregorio         | 65-0      |
|            |                               |           |
| 7-12-2008  | 9ª/20ª giornata               | 19-4-2009 |
| 15-15      | Lyons - Badia                 | 8-9       |
| 42-13      | San Gregorio - Mirano         | 10-38     |
| 14-7       | Colleferro - Benevento        | 3-17      |
| 17-24      | Benetton Treviso - Noceto     | 13-26     |
| 22-23      | Calvisano - Brescia           | 10-9      |
| n/d        | Viadana - Pro Recco           | n/d       |

### Classifica
|  |     | Squadra            | G  | V  | N | P  | PF  | PS  | P±   | B  | Pt |
|  | --- | ------------------ | -- | -- | - | -- | --- | --- | ---- | -- | -- |
|  | 1.  | Noceto             | 20 | 18 | 0 | 2  | 691 | 210 | 481  | 20 | 92 |
|  | 2.  | Brescia            | 20 | 16 | 0 | 4  | 447 | 336 | 111  | 8  | 72 |
|  | 3.  | Benetton Treviso A | 20 | 10 | 2 | 8  | 486 | 257 | 229  | 13 | 57 |
|  | 4.  | Badia              | 20 | 12 | 2 | 6  | 310 | 302 | 8    | 3  | 55 |
|  | 5.  | Pro Recco          | 20 | 8  | 1 | 11 | 326 | 332 | −6   | 7  | 41 |
|  | 6.  | Benevento          | 20 | 9  | 0 | 11 | 264 | 400 | −136 | 5  | 41 |
|  | 7.  | Calvisano A        | 20 | 9  | 0 | 11 | 286 | 394 | −108 | 4  | 40 |
|  | 8.  | San Gregorio       | 20 | 7  | 1 | 12 | 345 | 468 | −123 | 6  | 36 |
|  | 9.  | Lyons              | 20 | 6  | 2 | 12 | 351 | 445 | −94  | 8  | 36 |
|  | 10. | Mirano             | 20 | 6  | 1 | 13 | 311 | 422 | −111 | 5  | 31 |
|  | 11. | Colleferro         | 20 | 5  | 1 | 14 | 210 | 448 | −238 | 3  | 25 |
|  | 12. | Viadana A          | 0  | 0  | 0 | 0  | 0   | 0   | 0    | 0  | 0  |

## Verdetti
- Noceto: promossa in serie A1 2009-10
- Colleferro: retrocessa in serie B 2009-10